# Trichoridia dentata
Trichoridia dentata är en fjärilsart som beskrevs av George Francis Hampson 1894. Trichoridia dentata ingår i släktet Trichoridia och familjen nattflyn. Inga underarter finns listade i Catalogue of Life.